# Antônio Maia
Antônio da Rocha Maia (Carolina, 13 de junho de 1878 — Vila de Santo Antonio da Cachoeira, município de Boa Vista do Tocantins, 24 de agosto de 1927) foi um político, militar, magistrado e comerciante brasileiro que se fixou nos estados do Grão-Pará, Goiás e Maranhão.
Foi um influente político atuante na região de Marabá e São João do Araguaia. Foi Maia quem liderou os movimentos emancipacionistas das duas localidades, sendo também um dos idealizadores dos projeto de criação do estado do Itacaiunas, que é o embrião da atual proposta do Carajás.

## Biografia
Antônio Maia, é filho do coronel Antônio da Rocha Maia e de Alzira de Assis Moreira Mascarenhas. Ficou órfão de pai e mãe quando tinha 8 anos de idade, e foi criado pelos tios e pelos avós. De linhagem nobre, era neto de Francisco de Assis Mascarenhas, sexto conde de Palma e marquês de São João da Palma, e heptaneto de Vasco de Mascarenhas, 2.º Vice-rei do Brasil.
Em 1897 Maia mudou-se da vila Santo Antonio da Cachoeira (atual Itaguatins) no norte da província de Goiás, onde residiam seus familiares, e passou a viver e trabalhar em Baião no Grão-Pará como comerciante. Construiu neste período uma sociedade comercial com Vítor Maravilha.
Devido sua relação muito próxima com a família Maravilha, acaba casando-se com Antônia Maravilha, filha de seu sócio, Vítor Maravilha.
Em 1900 Maia e sua esposa mudam-se para a vila de Pontal do Itacayuna (atual Marabá). Nesta localidade investe na comercialização do caucho, obtendo sucesso com o negócio.

### Vida política
Em 1907, Maia adquire a patente de Coronel da Guarda Nacional. Neste mesmo ano passa a empenhar-se pela autonomia da região de Marabá, juntamente com os políticos Antonio Braga e Chaves, Antonio de Araújo Sampaio, Messias José de Souza, Melchiades Fontenelle e Sérvulo Brito.
Em 1908, o movimento emancipatório desenvolvido por influência de Antônio Maia e seus aliados, levou o advogado provisionado João Parsondas de Carvalho a levar ao governo de Goiás a proposta de Marabá, Alcobaça, São João do Araguaya e Conceição do Araguaya, de vincular-se àquele estado. Goiás recebeu com bons olhos o projeto, e instalou uma comarca em Marabá, nomeando Norberto de Mello como chefe da coletoria. Mas a empreitada emancipacionista não logrou sucesso, pois o governo de Goiás preferiu desistir do projeto, temendo um conflito armado com o Grão-Pará.
Em 1910 Maia juntamente com políticos e intelectuais propõem pela primeira vez um projeto independente de divisão territorial, inspirado nas propostas de Pastos Bons e Boa Vista. Este previa a criação de três estados a partir do Grão-Pará, com destaque ao "estado do Itacaiunas" com sede em Marabá, precursor do atual projeto do estado do Carajás. Este projeto foi protocolado junto a capital provincial e posteriormente apresentado ao Congresso Nacional no Rio de Janeiro.

#### Emancipação de Marabá
Antonio Maia continuou a mobilização pela emancipação de Marabá. Entre 1908 e 1913 ele os políticos do vilarejo seguidas vezes protocolaram projetos de lei solicitando a criação do município de Marabá. Em 1913 o projeto protocolado por Pedro Peres Fontenelle foi aprovado. Maia então foi nomeado pelo presidente do estado, Enéas Martins, como presidente da Comissão Administrativa do novo município. Um ano depois, em 1914, Maia foi eleito Intendente municipal (cargo que corresponde ao de Prefeito) e ainda exerceu mandato de Vogal (vereador).
É principalmente atribuído a Antônio Maia, a emancipação política de Marabá e de São João do Araguaia.

### Últimos anos e morte
Em 1923 desfez-se de seus negócios em Marabá por motivos de saúde, e resolveu mudar-se novamente para Santo Antônio da Cachoeira, em Goiás.
A comunidade local tinha um especial apreço por Antônio Maia, tanto que organizaram uma comissão a fim de trazê-lo de volta a Marabá, mas ele recusou a proposta. Maia faleceu com 49 anos de idade. Foi sepultado da igreja de Santo Antônio, na cidade que hoje se chama Itaguatins.